# Cyclops poppei
Cyclops poppei is een eenoogkreeftjessoort uit de familie van de Cyclopidae. De wetenschappelijke naam van de soort is voor het eerst geldig gepubliceerd in 1880 door Rehberg.